# Antonio Aldama
Antonio Aldama fue un insurgente mexicano que participó en el proceso de Independencia de México.
Sobrino de Juan e Ignacio Aldama, ingresó a las filas insurgentes desde los primeros días de la lucha por la Independencia de México con el grado de Mariscal, que le concedió Miguel Hidalgo.
Situó sus fuerzas por el rumbo de la Sierra Gorda, Querétaro, pero la derrota insurgente en la batalla de Puente de Calderón lo obligó a salir de allí, buscando unirse con las fuerzas insurgentes de los Villagrán. El 1 de mayo de 1811, Chito Villagrán y Aldama tuvieron que salir de Tequisquiapan, pues eran perseguidos por el mayor Alonso y a los dos días tuvieron que presentar batalla en el cerro de la Magdalena con el teniente coronel Castro, quien los derrotó completamente pues estos perdieron 2 cañones y 3 pedreros, dejando la entrada a los realistas a Cedereyta, que fue ocupada el día 4 por las fuerzas realistas.
Nuevamente fue derrotado por el realista Ildefonso de la Torre cuando se encontraba con Anaya. Disgustado con los Villagrán y con Anaya, por contar él con grado superior, se dirigió a los Llanos de Apam, otorgando el grado de Teniente General a José Francisco Osorno, quien el 30 de agosto ocupó Zacatlán. Fue severo con la disciplina, ya que es conocido por haber mandado fusilar al Coronel Acosta por dar muerte a un sargento y al Capitán José Hernández, por robo en una población.
Fue en Zacatlán que Aldama se hizo de una partida de 700 hombres, por lo que Francisco Xavier Venegas comisionó a Ciriaco del Llano para que lo batiese, dándole por segundo a Miguel Soto Maceda, saliendo el 3 de septiembre con rumbo a Calpulalpan, siendo soprendidos en la Hacienda de San Cristóbal por Aldama, aunque lograron escapar.
2 días después sufrió un nuevo descalabro frente a aquella población, y Aldama tuvo que retirarse, y dejando a Ciriaco del Llano en Apam, se puso de acuerdo con Osorno para apoderarse de Tulancingo. Aunque no consiguieron su intento, retrocedieron violentamente, y mientras Ciriaco del Llano atacaba la barranca de Zacapoaxtla, Aldama entraba tranquilamente en Calpulalpan.
Llano emprendió una feroz campaña contra Aldama y su segundo, Ocádiz, que se encontraban desorganizados luego de aquellas derrotas, lo que los obligó a ocultarse en la Hacienda de San Blas de José María Cazalla, quien luego de alojarlos en su propiedad, asesinó a Mariano Aldama mientras dormían. Osorno, al saber de la muerte de Mariano, se dirigió al rancho de San Blas e hizo matar a Casalla, para que su cadáver fuera descuartizado y expuesto al público.
Entró a la Ciudad de México junto con el Ejército Trigarante y en 1822 murió al poco tiempo.